# 신진서
신진서(申眞諝, 2000년 3월 17일 ~ )는 대한민국의 바둑 기사이다.

## 약력
- 2010년 어린이 국수전 우승
- 2012년 제1회 영재입단대회 입단
- 2013년 2013 한국바둑리그 본선 진출, 2013 olleh배 본선 2라운드 진출,제18기 박카스배 천원전 본선 8강 진출, 2단 승단
- 2014년 제2기 합천군 초청 미래포석열전 우승(대 신민준 2-0), 제1회 글로비즈배 한국 대표로 선발, 제2회 바이링배 본선 64강 진출
- 2015년 제2기 메지온배 오픈 신인왕전 우승(대 김진휘 2-1), 제2기 렛츠런파크배 오픈토너먼트 우승(대 김명훈)
- 2016년 제28회 TV 바둑 아시아 선수권대회 준우승(대 리친청)
- 2017년 제4회 글로비스배 세계 U-20 우승(대 변상일), 8단 승단
- 2018년 제22기 GS칼텍스배 프로기전 우승(대 이세돌 3-2), 9단 승단, 제1회 천부배 준우승(대 천야오예 1:2)
- 2019년 제 4회 바이링배 준우승(대 커제 0:2), 제20기 맥심커피배 입신최강전 우승(대 이동훈 2-1), 제24기 GS칼텍스배 우승(대 김지석 3-0), 제31회 TV 바둑 아시아 선수권대회 우승(대 딩하오), 제1기 바둑TV배 마스터스 준우승(대 박정환 0-2), 제2기 용성전 준우승(대 박정환 0-2), 제38기 KBS 바둑왕전 우승(대 신민준 2-1)
- 2020년 제24회 LG배 우승(대 박정환 2-0), 제25기  GS칼텍스배 우승 (대 김지석 3-0), 제 1기 쏘팔 코사놀 최고기사 결정전 우승 (대 박정환 3-0), 제3기 용성전 우승 (대 박정환 2-0), 제 25회 삼성화재배 준우승 (대 커제 0-2), 제39기 KBS 바둑왕전 우승(대 안성준 2-0)
- 2021년 제2기 쏘팔 코사놀 최고기사 결정전 우승(대 박정환 3-2), 제26기  GS칼텍스배 우승 (대 변상일 3-2), 제44기 SG배 명인전 우승 (대 변상일 2-1), 제4기 용성전 우승 (대 박정환 2-1), 제 13회 춘란배 우승 (대 탕웨이싱 2-0), 제 26회 삼성화재배 준우승(대 박정환 1-2), 제40기 KBS 바둑왕전 우승(대 박정환 2-0), 제7회 국수산맥 국제바둑대회 세계프로최강전 준우승(대 변상일 0-1)
- 2022년 제26회 LG배 우승(대 양딩신 2-0), 제3기 쏘팔 코사놀 최고기사 결정전 우승(대 신민준 3-1), 제5기 용성전 우승(대 강동윤 2-0), 제45기 명인전 준우승 (대 신민준 0-2), 제8회 국수산맥 국제바둑대회 세계프로최강전 우승(대 변상일 1-0), 27회 삼성화재배 월드 바둑마스터스 우승(대 최정 2-0)
- 2023년 제24기 맥심커피배 우승 (대 이원영 2-0), 제1회 취저우 난가배 세계바둑오픈 준우승 (대 구쯔하오 1-2), 제4기 쏘팔 코사놀 최고기사 결정전 우승(대 박정환 3-0), 제2기 YK건기배 우승(대 신민준 3-0), 제9회 국수산맥 국제바둑대회 세계프로최강전 준우승(대 신민준 0-1), 제9회 응씨배 세계 바둑 선수권 대회 우승 (대 셰커 2-0), 제6기 용성전 우승 (대 박건호 2-0)
- 2024년 제28회 LG배 우승 (대 변상일 2-0), 제25기 맥심커피배 우승 (대 김명훈 2-0), 제10회 국수산맥 국제바둑대회 세계프로최강전 준우승(대 라이쥔푸 0-1), 제2회 취저우 난가배 세계바둑오픈 우승 (대 구쯔하오 2-0), 제5기 쏘팔 코사놀 최고기사 결정전 우승(대 박정환 3-0)
- 2025년 제1회 난양배 월드바둑마스터스 우승 (대 왕싱하오 2-0), 제26기 맥심커피배 준우승 (대 이지현(男) 1-2)

## 국제기전 성적
| 대회         | 2014 | 2015 | 2016   | 2017 | 2018   | 2019 | 2020   | 2021   | 2022 | 2023   | 2024 | 2025 |
| ------------ | ---- | ---- | ------ | ---- | ------ | ---- | ------ | ------ | ---- | ------ | ---- | ---- |
| 응씨배       | -    | -    | ×      | -    | -      | -    | 우승   | -      | -    | -      | 16강 | -    |
| 삼성화재배   | ×    | ×    | 16강   | 8강  | 8강    | 8강  | 준우승 | 준우승 | 우승 | 8강    | 8강  |      |
| LG배         | ×    | ×    | 4강    | 8강  | 16강   | 우승 | 16강   | 우승   | 4강  | 우승   | 16강 | 16강 |
| 춘란배       | ×    | -    | ×      | -    | 24강   | -    | 우승   | -      | 4강  | -      | 16강 | -    |
| 바이링배     | 64강 | -    | 4강    | -    | 준우승 | -    | 중지   | -      | -    | -      | -    | -    |
| 몽백합배     | -    | ×    | -      | 64강 | -      | 32강 | -      | -      | -    | 16강   | -    |      |
| 신아오배     | -    | -    | 8강    | -    | 중지   | -    | -      | -      | -    | -      | -    | -    |
| 천부배       | -    | -    | -      | -    | 준우승 | -    | 중지   | -      | -    | -      | -    | -    |
| 란커배       | -    | -    | -      | -    | -      | -    | -      | -      | -    | 준우승 | 우승 |      |
| 난양배       | -    | -    | -      | -    | -      | -    | -      | -      | -    | -      | 우승 |      |
| 북해신역배   | -    | -    | -      | -    | -      | -    | -      | -      | -    | -      | -    | 8강  |
| TV바둑아시아 | ×    | ×    | 준우승 | ×    | ×      | 우승 | 중지   | -      | -    | -      | -    | -    |
| 농심배       | ×    | ×    | ×      | 0-1  | ×      | 0-1  | 5-0    | 4-0    | 1-0  | 6-0    | 2-0  |      |